# Dietmar Eifler (Werkstoffwissenschaftler)
Dietmar Eifler (* 13. September 1949) ist ein deutscher Werkstoffwissenschaftler. Seine Forschungsschwerpunkte liegen in den Bereichen Schwingfestigkeit, Fügetechnik und Ultraschallschweißen.

## Leben und Werdegang
Eifler studierte an der Universität Karlsruhe (TH) allgemeinen Maschinenbau. Seine wissenschaftliche Laufbahn wurde wesentlich durch seinen Doktorvater und Mentor Eckard Macherauch geprägt. Seine Dissertation zum Thema Inhomogene Deformationserscheinungen bei Schwingbeanspruchung eines unterschiedlich wärmebehandelten Stahles des Typs 42 CrMo 4 legte Eifler 1981 vor. Danach übernahm er die Leitung des Schwingfestigkeitslaboratoriums am Institut für Werkstoffkunde I (IWK) der Universität Karlsruhe.
1991 habilitierte Eifler sich und erhielt die Lehrbefugnis für das Fach „Werkstoffkunde“ der Universität Karlsruhe. Ab 1991 unterrichtete er an der Universität Essen. Seit 1994 ist Eifler Inhaber des Lehrstuhls für Werkstoffkunde an der TU Kaiserslautern. Als Visiting Professor lehrt er ferner an der Fukuoka University in Japan.
Eifler ist national und international als Gutachter tätig. 2002 folgte die Berufung in den Rat für Technologie der Regierung des Landes Rheinland-Pfalz. Am 26. November 2008 wurde Eifler der Akademie-Preis des Landes Rheinland-Pfalz für „seine breit gefächerte Grundlagenforschung im Bereich der Werkstoffkunde sowie seine herausragenden Fähigkeiten bei der Ausbildung und Motivation der Studierenden“ verliehen.
Seit 2009 ist Eifler Mitglied der Berlin-Brandenburgischen Akademie der Wissenschaften.

## Schriften
- Mechanische Eigenschaften von Implantatwerkstoffen. DVM, Berlin 1998.
- Implantologie: mechanische und klinische Aspekte von Implantaten. DVM, Berlin 2000.
- Eigenschaften und Prüftechniken mechanisch beanspruchter Implantate. DVM, Berlin 2002.
- Grenzflächen bei Implantaten. DVM. Berlin 2004.